# Simested Å
Simested Å er en cirka 50 km lang å i Himmerland, som har sit udspring lidt syd for Rold Skov, i samme kildevæld som Lindenborg Å, der løber mod nord, mens Simested Å løber mod syd, og har udløb i Hjarbæk Fjord.
Fra udspringet løber Simested Å cirka 18 kilometer mod syd i en smal tunneldal med 15-20 m høje skrænter. Ved Døstrup, nordvest for Hobro får den tilløb fra Døstrup Bæk; Åen fortsætter mod syd, forbi flere dambrug, til et punkt syd for landsbyen Stenild, hvor den svinger mod nordvest i en bred dal, forbi Simested til Ålestrup, hvor den passerer tæt forbi herregården Lille Restrup.
Fra Ålestrup drejer åen atter mod syd i en smal tunneldal med mange slyngninger, brede enge og krat og lyngbekædte dalsider og den løber ud i Hjarbæk Fjord lige nord for byen Skals.

## Lystfiskeri
Simested Å er et af Danmarks bedste vandløb for fiskeri af havørreder. Ved herregården Lille Restrup er der anlagt en lang fiskesti, specielt indrettet for handicappede.

## Naturbeskyttelse
Strækningen fra Ålestrup til landsbyen Borup i alt 13-14 km med 455 ha, blev fredet i 1970. Det er et slynget åløb med enge og lyng- og kratbevoksede dalsider.
Hele strækningen fra Ålestrup til udløbet i Hjarbæk Fjord er EU-habitatområde, og det nederste stykke fra Borup til udløbet er også fuglebeskyttelsesområde. Det er en del af det Internationale naturbeskyttelsesområde 30 Lovns Bredning, Hjarbæk Fjord og Skals Ådal i Natura 2000 netværket.
Åen har en stabil vandføring på ca. 2 m³/s nær fjorden.

## Eksterne kilder og henvisninger
1. ↑  pdfnet.dk (websted nedlagt) Arkiveret 10. november 2007 hos  Wayback Machine
2. ↑  Om fredningen Arkiveret 5. marts 2016 hos  Wayback Machine, fredninger.dk
3. ↑  "Fredningskendelse" (PDF). Arkiveret (PDF) fra originalen 4. marts 2016. Hentet 2. november 2010.

- Knud Dahl: Fredede områder i Danmark, 7. udgave 1994, ISBN 87-14-20255-7
- Om naturplanen på naturstyrelsens portal, med henvisninger til kort og dokumenter. Arkiveret 9. januar 2012 hos  Wayback Machine
- Den Store danske Arkiveret 13. august 2010 hos  Wayback Machine

56°35′N 9°25′Ø / 56.583°N 9.417°Ø